# Соня садова (монета)
«Со́ня садо́ва» — пам'ятна монета номіналом 2 гривні, випущена Національним банком України, присвячена єдиному виду гризунів родини соневих у фауні України, який зрідка трапляється у хвойно-широколистяних лісах рівнин, гір та у садах Полісся і Лісостепу (Рівненська, Київська та Черкаська області). Садова соня активна з настанням сутінок і вночі. На зиму впадає у сплячку до квітня. Гнізда робить переважно у дуплах і серед коріння. Живиться насінням дерев, фруктами, молюсками, комахами, яйцями та пташенятами, дрібними гризунами. З 1900 по 1980 роки на території України виявлено тільки 8 особин. Занесено до Червоної книги України у 1980 році.
Монету введено в обіг 15 грудня 1999 року. Вона належить до серії «Флора і фауна».

## Опис монети та характеристики
| Номінал грн. | Метал      | Маса, г | Діаметр, мм | Якість виготовлення | Гурт     | Тираж, штук |
| ------------ | ---------- | ------- | ----------- | ------------------- | -------- | ----------- |
| 2            | нейзильбер | 12,8    | 31,0        | звичайна            | рифлений | 50 000      |

### Аверс
На аверсі монети в обрамленні вінка, утвореного із зображень окремих видів флори і фауни, розміщено малий Державний герб України і написи у чотири рядки: «УКРАЇНА», «2», «ГРИВНІ», «1999».

### Реверс

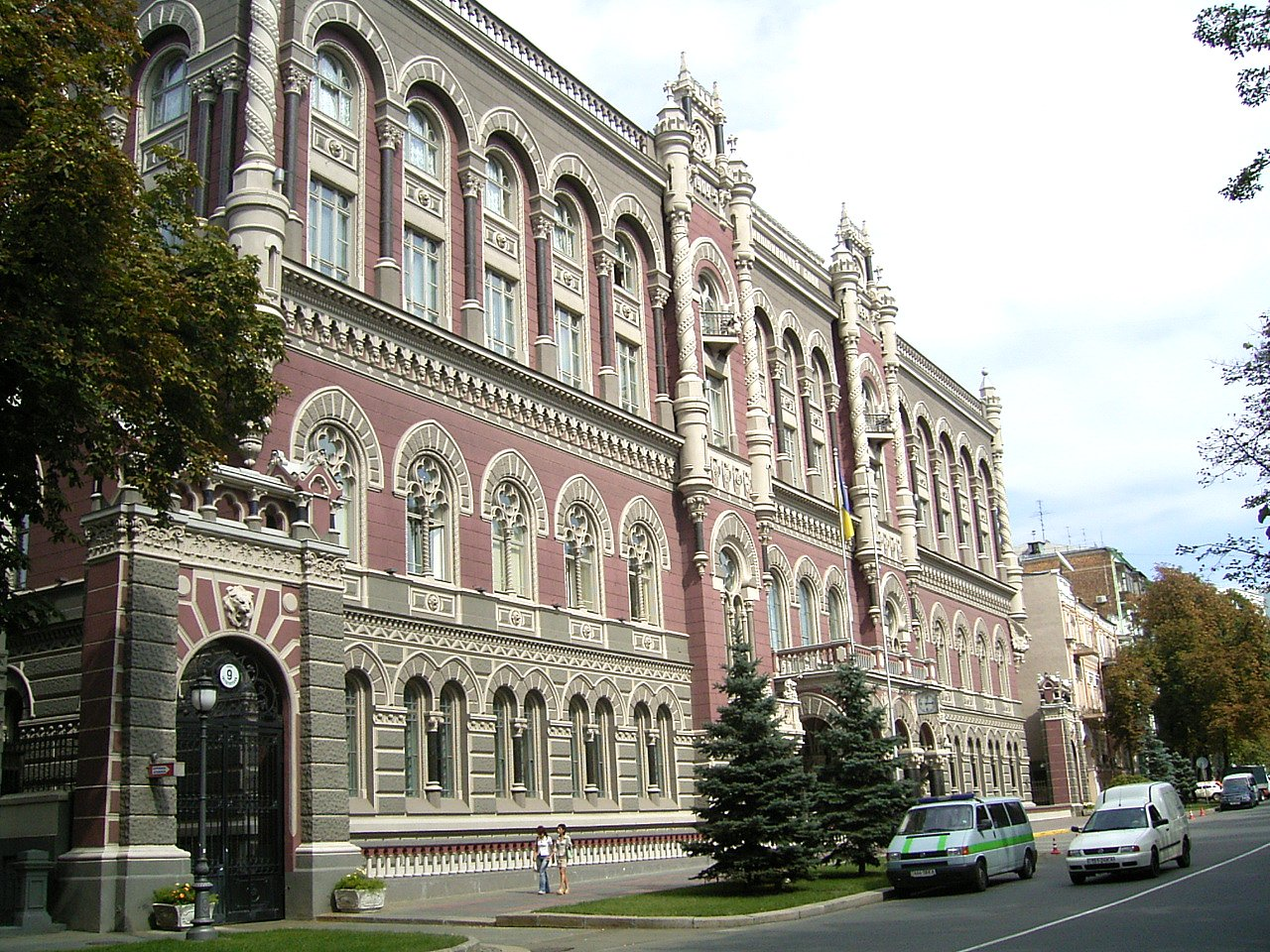
Будівля Національного банку України

На реверсі монети зображено садову соню на малиновій гілочці, навколо — написи: «СОНЯ САДОВА» та «ELIOMYS QUERCINUS».

## Автори
- Художник — Дем'яненко Володимир.
- Скульптор — Дем'яненко Володимир.

## Вартість монети
Ціну монети — 2 гривні встановив Національний банк України у період реалізації монети через його філії.
Фактична приблизна вартість монети з роками змінювалася так:
| Рік        | 2010 | 2011 | 2012 | 2013 | 2014 | 2015 | 2016 | 2017 | 2018 | 2019 | 2020 | 2021 | 2022 | 2023 | 2024  | 2025  |
| ---------- | ---- | ---- | ---- | ---- | ---- | ---- | ---- | ---- | ---- | ---- | ---- | ---- | ---- | ---- | ----- | ----- |
| Ціна, грн. | 275  | 285  | 285  | 290  | 245  | 410  | 400  | 430  | 450  | 420  | 380  | 420  | 440  | 700  | 1 060 | 1 220 |